# Glyn Smallwood Jones
Glyn Smallwood Jones (ur. 9 stycznia 1908 w Chester, zm. 10 czerwca 1992 w Goudhurst) – brytyjski administrator kolonialny w Południowej Afryce. Był ostatnim gubernatorem kolonii Niasa (obecnie Malawi) od 1961 do uzyskania przez nią niepodległości w 1964. Następnie pełnił urząd gubernatora generalnego Malawi od 1964 do ogłoszenia kraju republiką w 1966.